# Alfredo Foglino
Alfredo Foglino (Montevideo, 1 de febrero de  1893 - Montevideo, 8 de julio de 1968) fue un futbolista uruguayo que jugaba en la posición de back derecho (defensa), histórico futbolista del Club Nacional de Football y de la selección de Uruguay.
Defendió la camiseta de Nacional en 409 partidos y fue capitán durante 10 años.

## Selección nacional
Fue internacional con la selección de Uruguay desde 1912 hasta 1923 disputando 51 partidos.

### Participaciones en Copa América
| Copa              | Sede      | Resultado     | Partidos | Goles |
| ----------------- | --------- | ------------- | -------- | ----- |
| Copa América 1916 | Argentina | Campeón       | 3        | 0     |
| Copa América 1917 | Uruguay   | Campeón       | 2        | 0     |
| Copa América 1919 | Brasil    | Subcampeón    | 4        | 0     |
| Copa América 1920 | Chile     | Campeón       | 3        | 0     |
| Copa América 1921 | Argentina | Tercer puesto | 3        | 0     |

## Clubes
| Equipo   | País    | Periodo   |
| -------- | ------- | --------- |
| Colón    | Uruguay | 1908-1909 |
| Libertad | Uruguay | 1910      |
| Nacional | Uruguay | 1911-1925 |

## Palmarés

### Campeonatos nacionales
| Título                  | Club     | País    | Año  |
| ----------------------- | -------- | ------- | ---- |
| Campeonato Uruguayo     | Nacional | Uruguay | 1912 |
| Copa Competencia        | Nacional | Uruguay | 1912 |
| Copa Competencia (2)    | Nacional | Uruguay | 1913 |
| Copa de Honor           | Nacional | Uruguay | 1913 |
| Copa Competencia (3)    | Nacional | Uruguay | 1914 |
| Copa de Honor (2)       | Nacional | Uruguay | 1914 |
| Campeonato Uruguayo (2) | Nacional | Uruguay | 1915 |
| Copa Competencia (4)    | Nacional | Uruguay | 1915 |
| Copa de Honor (3)       | Nacional | Uruguay | 1915 |
| Campeonato Uruguayo (3) | Nacional | Uruguay | 1916 |
| Copa de Honor (4)       | Nacional | Uruguay | 1916 |
| Campeonato Uruguayo (4) | Nacional | Uruguay | 1917 |
| Copa de Honor (5)       | Nacional | Uruguay | 1917 |
| Campeonato Uruguayo (5) | Nacional | Uruguay | 1919 |
| Copa Competencia (5)    | Nacional | Uruguay | 1919 |
| Copa Albion             | Nacional | Uruguay | 1919 |
| Campeonato Uruguayo (6) | Nacional | Uruguay | 1920 |
| Copa León Peyrou        | Nacional | Uruguay | 1920 |
| Copa Competencia (6)    | Nacional | Uruguay | 1921 |
| Campeonato Uruguayo (7) | Nacional | Uruguay | 1922 |
| Copa León Peyrou (2)    | Nacional | Uruguay | 1922 |
| Campeonato Uruguayo (8) | Nacional | Uruguay | 1923 |
| Copa Competencia (7)    | Nacional | Uruguay | 1923 |
| Campeonato Uruguayo (9) | Nacional | Uruguay | 1924 |

### Campeonatos internacionales
| Título                      | Equipo             | Año  |
| --------------------------- | ------------------ | ---- |
| Cup Tie Competition         | Nacional           | 1913 |
| Copa de Honor Cousenier     | Nacional           | 1915 |
| Cup Tie Competition (2)     | Nacional           | 1915 |
| Copa de Honor Cousenier (2) | Nacional           | 1916 |
| Copa Aldao                  | Nacional           | 1916 |
| Copa América                | Selección uruguaya | 1916 |
| Copa de Honor Cousenier (3) | Nacional           | 1917 |
| Copa América (2)            | Selección uruguaya | 1917 |
| Copa Aldao (2)              | Nacional           | 1919 |
| Copa Aldao (3)              | Nacional           | 1920 |
| Copa América (3)            | Selección uruguaya | 1920 |

## Curiosidades
- Es uno de los futbolistas que más Campeonatos Uruguayos ganó con el Club Nacional de Football, con 9 conquistas en su haber.
- En la Copa América de 1916, primera edición del torneo continental, Foglino, con tan solo 23 años, no solo fue uno de los futbolistas titulares de la Selección uruguaya sino que también fue el entrenador del equipo.
- En noviembre de 2018 Nacional lo homenajeó nombrando una de las canchas del Complejo Deportivo Los Céspedes en su honor.[1]